# 布劳瑙周刊
《布劳瑙周刊》（Braunauer Rundschau），《上奥地利周刊》十四区域版本的一个。

## 歷史沿革
《布劳瑙周刊》从1881年开始发行。每星期四发行；每周版大概有19000份，抵达布劳瑙地区住户的大概百分之八十。另外还有星期天的免费周刊；它每周版大概有31520份，抵达地区住户的大概百分之九十。因河畔布劳瑙地区外布劳瑙周刊也报道因河畔布劳瑙接壤的萨尔茨堡的Flachgau及巴伐利亚的因河和Salzach河周边地区的新闻。印刷外，发行周刊的工作完全在布劳瑙发生。首席编辑是 Monika Raschhofer 女士。